# Górzyniec (przystanek kolejowy)
Górzyniec – przystanek kolejowy w Górzyńcu, w województwie dolnośląskim, w Polsce.
Od 13 grudnia 2020 przystanek na żądanie.

## Ruch pasażerski
| Rok  | Wymiana pasażerska na dobę |
| ---- | -------------------------- |
| 2017 | 20-49                      |
| 2022 | 0-9                        |